# Hulapanakatte, Davanagere
Hulapanakatte là một làng thuộc tehsil Davanagere, huyện Davanagere, bang Karnataka, Ấn Độ.